# Baronessa di Carini (opera)
Baronessa di Carini è una tragedia lirica in un atto composta da Giuseppe Mulè su libretto del fratello Francesco Paolo Mulè. La prima rappresentazione si svolse al Teatro Massimo di Palermo, il 16 aprile 1912. L'opera, che rivelava il talento melodrammatico del compositore, fu accolta con grande entusiasmo dal pubblico siciliano.

## Personaggi
- Caterina La Grua (interpretata da Claudia Muzio), figlia del barone di Carini. Donna sui venti anni.
- Don Vincenzo La Grua, barone di Carini. Uomo sui cinquantacinque anni, di carattere rigido e duro; tenace ed irremovibile nei suoi rancori. Odia spietatamente la famiglia di Vernagallo.
- Ludovico Vernagallo, cavaliere gagliardo e bello sui ventotto anni
- Matteo, uomo sui quaranta anni, brutto e un po' gobbo. È stato messo dal barone a custodia della figlia nel Castello di Carini. Ipocrita e malvagio, porta un saio da frate per nascondere sotto la maschera della religione i suoi istinti perversi.
- Violante, nutrice di Caterina, cinquantenne.[2]

## Trama
La vicenda si svolge nel 1563. Il castello di Carini, da sempre allegro e maestoso, è stato trasformato dal barone nella tetra prigione in cui rinchiude Caterina, sua figlia. La baronessa è colpevole unicamente di amare un giovane palermitano, Ludovico Vernagallo, di una casata nemica. Caterina è spiata da Matteo, malvagio lacchè del barone, che, invidioso del sentimento provato dai due amanti, decide di orchestrare un piano affinché Ludovico venga ucciso. Durante la notte, quest'ultimo riesce a intrufolarsi all'interno del castello e, con l'aiuto della nutrice Violante, a raggiungere le stanze di Caterina.
I due trascorrono la notte insieme ma alle prime luci dell'alba, improvvisamente, odono il canto dei contadini, dapprima gioioso e di buon auspicio, diventare grave e angosciante. Violante scorge una figura muoversi nella pineta che circonda la tenuta: è il barone che, allertato da Matteo, si dirige furioso verso il palazzo. Ludovico si nasconde frettolosamente ma, al tempo stesso, preoccupato per il destino di Caterina. Nel frattempo, il barone, sopraggiunto nelle stanze della figlia, la minaccia affinché gli confessi dove si nasconde il suo amante. Ludovico si rivela, pronto a morire pur di salvare Caterina. Il barone gli si scaglia addosso ma Caterina si interpone tra i due uomini e rimane ferita. L'uomo, sconvolto dall'omicidio appena commesso, si dilegua. La tragedia si è compiuta: e, allora, Violante e Ludovico, chiamato inutilmente aiuto, restano al fianco della baronessa sino al suo ultimo respiro.